# Andrew Poje
Andrew Poje (Waterloo (Ontario), 25 februari 1987) is een Canadees voormalig kunstschaatser die actief is in de discipline ijsdansen. Hij nam met zijn schaatspartner Kaitlyn Weaver deel aan twee edities van de Olympische Winterspelen: Sotsji 2014 en Pyeongchang 2018 en werden beide keren zevende bij het ijsdansen. Weaver en Poje, drie keer Canadees kampioen, wonnen in 2010 en 2015 de 4CK.

## Biografie

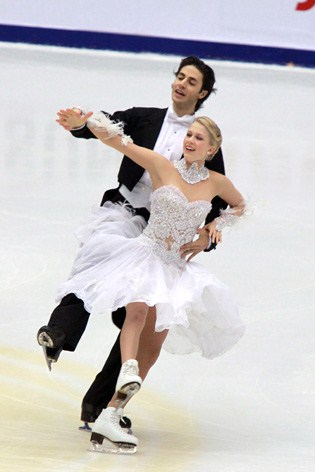
Poje en Weaver in 2009

Poje, die van Slowaakse en Duits-Sloveense afkomst is, begon op vijfjarige leeftijd met kunstschaatsen, en werd vanwege een gebrek aan mannelijke schaatsers twee jaar later al een ijsdanser. Tot zijn dertiende was hij ook een soloschaatser. Zijn oudtante Agnesa Wlachovská was een paarrijdster en vertegenwoordigde in 1964 met schaatspartner Peter Bartosiewicz Tsjecho-Slowakije op de Olympische Winterspelen in Innsbruck.
De eerste ijsdanspartner van Poje was Alexandra Nino. Hij schaatste negen jaar met haar en het duo werd in 2004 vierde op de NK junioren. Vervolgens schaatste hij met Alice Graham: de twee werden op de NK derde bij de junioren (2005) en negende bij de senioren (2006). Graham wilde hierna beginnen aan een universitaire studie, waarop de samenwerking werd beëindigd. Poje zocht naar een nieuwe schaatspartner, maar kon die niet vinden. Ook de Amerikaanse Kaitlyn Weaver was op zoek naar een schaatspartner. Aangezien zij enkele keren in Canada had getraind en de coaches van Weaver en Poje elkaar kenden, besloot het stel in augustus 2006 de samenwerking een keer uit te proberen. Het klikte gelijk.
In hun eerste seizoen, 2006/07, behaalden Weaver en Poje meteen successen met de derde plaatsen op de nationale kampioenschappen en de WK junioren van 2007. Bij de WK van 2007 werden ze twintigste. Het duo werd steeds beter en in juni 2009 verkreeg Weaver, naast haar Amerikaanse paspoort, de Canadese nationaliteit. Op een haar na miste het paar in 2010 echter kwalificatie voor de Olympische Winterspelen in Vancouver. Dit was een grote teleurstelling voor de twee kunstschaatsers. Ze behaalden dat jaar echter wel goud bij de 4CK, gevolgd door brons op hetzelfde toernooi in 2012.
Ondanks dat Weaver in december 2012 haar linkerkuitbeen brak, wist ze op tijd hersteld te zijn voor de WK. Mede dankzij het ijsdanspaar werden er drie olympische startplaatsen veiliggesteld. In 2014 kwalificeerden ze zich voor de Olympische Winterspelen in Sotsji. Hier werden ze zevende. Ze bemachtigden in hetzelfde jaar zilver op de WK, het jaar erop gevolgd door brons. Bij afwezigheid van Tessa Virtue / Scott Moir wonnen ze in 2015 en 2016 de nationale titel en waren ze die jaren de besten bij de Grand Prix-finale. En in 2015 veroverden ze de gouden en in 2016 de bronzen medaille op de 4CK.

## Belangrijke resultaten
1994-2004 met Alexandra Nino, 2004-2006 met Alice Graham, 2006-2019 met Kaitlyn Weaver
| Olympische Spelen            |    |    |    |       |    |       |               |               | dnq.          |               |               |               | 7e            |               |               |               | 7e            |               |
| Wereldkampioenschap          |    |    |    |       |    | 20e   | 17e           |               |               | 5e            | 4e            | 5e            | Zilver        | Brons         | 5e            | 4e            | Brons         | 5e            |
| Viercontinentenkampioenschap |    |    |    |       |    |       | 5e            | 5e            | Goud          | 4e            | Brons         |               |               | Goud          | Brons         | 5e            |               | Zilver        |
| Grand Prix-finale            |    |    |    |       |    |       |               |               |               | 5e            | 4e            |               | 5e            | Goud          | Goud          |               |               |               |
| Nationaal kampioenschap      |    |    |    |       | 9e | Brons | Zilver        | Brons         | Brons         | Zilver        | Zilver        | t.z.t.        | Zilver        | Goud          | Goud          | Zilver        | Brons         | Goud          |
| WK junioren                  |    |    |    |       |    | Brons | geen deelname | geen deelname | geen deelname | geen deelname | geen deelname | geen deelname | geen deelname | geen deelname | geen deelname | geen deelname | geen deelname | geen deelname |
| NK junioren                  | 9e | 6e | 4e | Brons |    |       | geen deelname | geen deelname | geen deelname | geen deelname | geen deelname | geen deelname | geen deelname | geen deelname | geen deelname | geen deelname | geen deelname | geen deelname |

dnq. = niet gekwalificeerd
t.z.t. = trokken zich terug